# حازم شبات
حازم محمد إسماعيل شبات (وُلد في 30 يوليو 1974 في جباليا) دبلوماسي فلسطيني برتبة سفير منذ 1 يونيو 2016. شغل منصب سفير دولة فلسطين المُقيم لدى تنزانيا بين عامي 2016 و2018 وغير المقيم في لدى سيشل، ويشغل منذ تقديمه أوراق اعتماده في 9 ديسمبر 2018 منصب سفير دولة فلسطين لدى كينيا.